# جدار ستائري

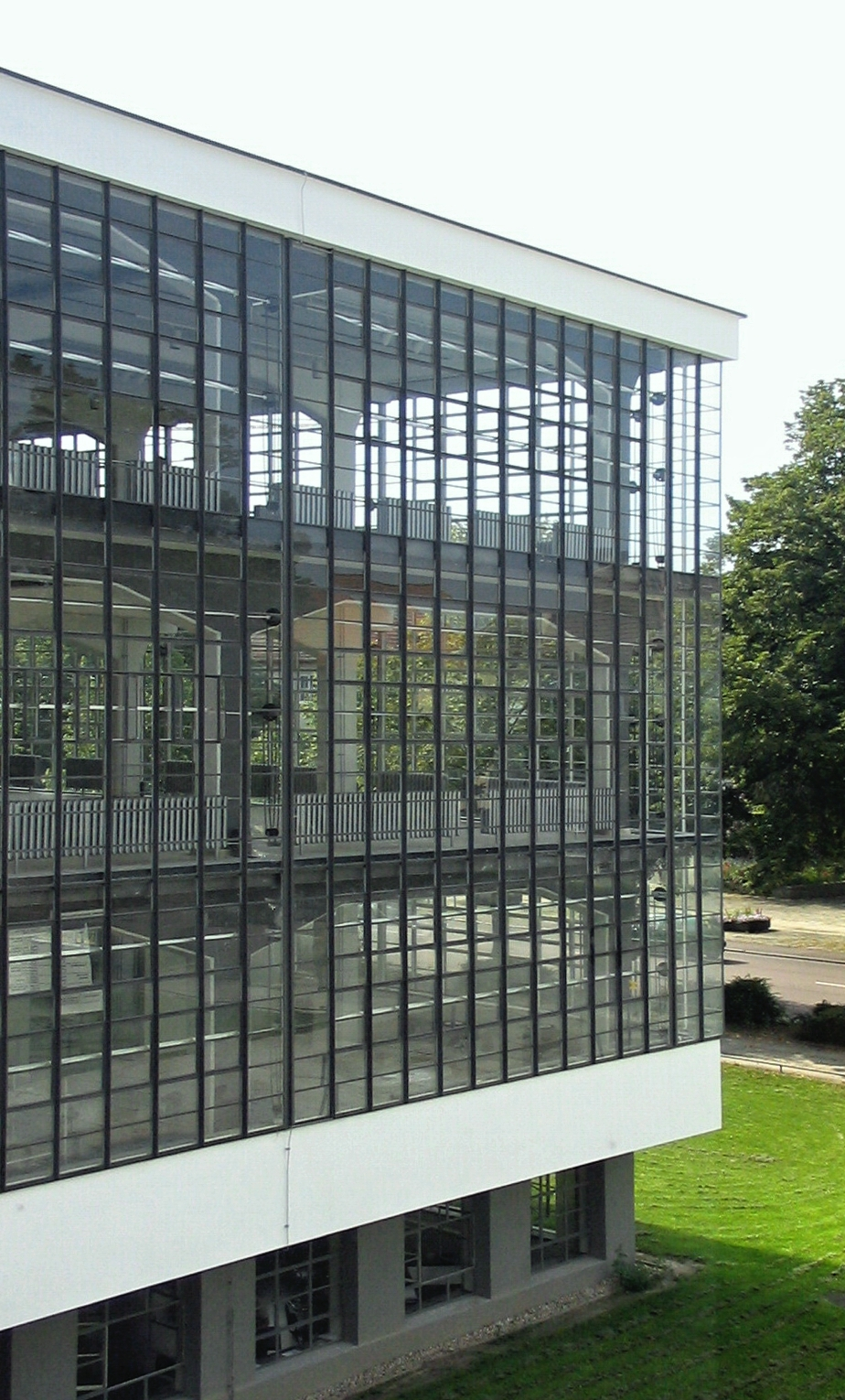
الجدار الستاري في مبنى باوهاوس، ألمانيا (1926).

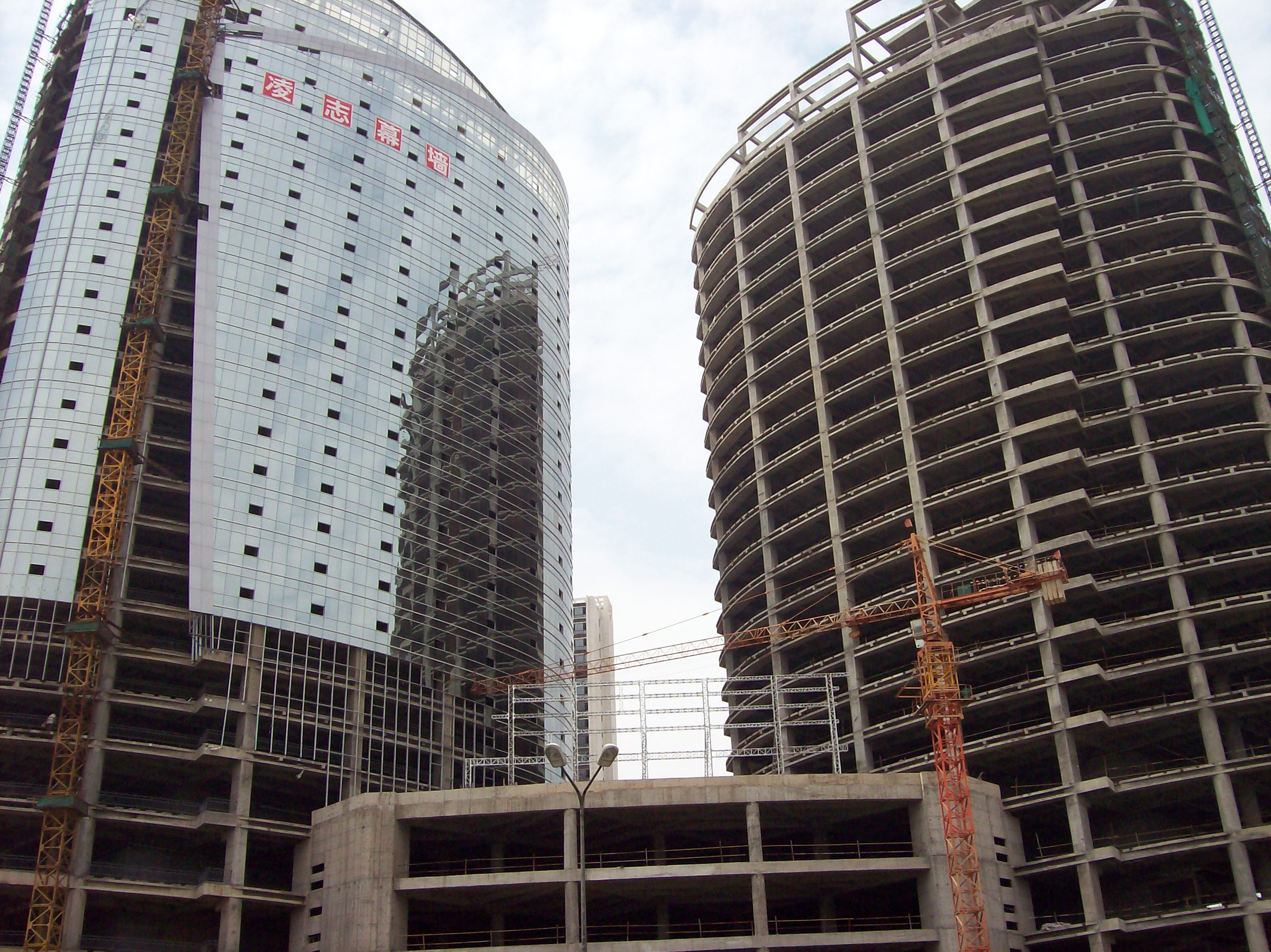
مشروع لبرجين في ووهان، الصين. حيث تظهر الأحمال الداخلية للإنشاء في الأول، والجدران الستارية الزجاجية الخارجية في الثاني.

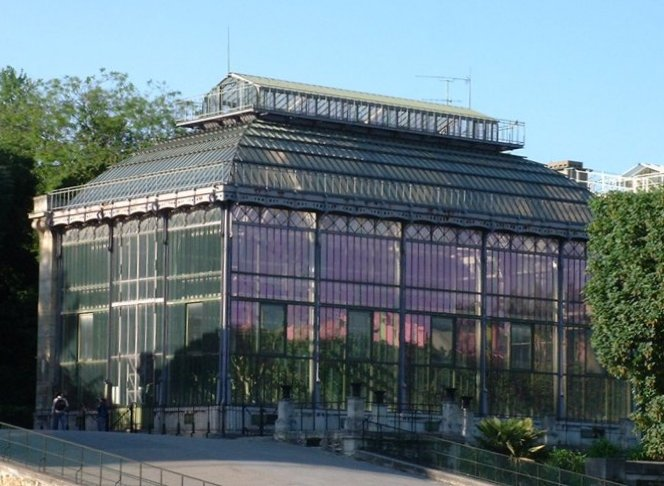
جدار ستائري زجاجي في المكسيك (1836). وهو من أقدم الأمثلة على استخدام الزجاج والمعدن بالعمارة.

الجدار الستائري أو الحائط الساتر (بالإنجليزية: Curtain wall) هو غلاف خارجي للمباني التي تكون جدرانها الخارجية غير إنشائية، حيث تعزل مستخدمي المبنى عن الظروف المناخية الخارجية. وبما إن هذا النوع من الجدران يُعتبر غير إنشائي، فإنه يمكن أن يُصنع من مواد خفيفة الوزن تقلل من تكاليف الإنشاء. تمتاز هذه الجدران عندما يتم استخدام الزجاج فيها، بسماحها للضوء الطبيعي بأن يخترق بشكل أعمق داخل المبنى.
لا تحمل الواجهات الستائرية أي حمل إنشائي في المبني غير حملها الإنشائي الخاص بها. ينقل الجدار الأحمال الأفقية للرياح التي تهب عليه إلى الهيكل الرئيسي للمبنى عبر وصلات في الطوابق أو الأعمدة. يُصمم الجدار الستائري ليقاوم تسلل الهواء والمياه والتأثير الناجم عن الرياح والقوى الزلزالية المؤثرة على المبنى، وخاصة قوى الأحمال الإنشائية.

## التصميم
يتم تصميم أنظمة الحائط الساتر عادة مع أجزاء بارزة من الألمنيوم، على الرغم من أن الجداران الستائرية الأولى كانت تُصنع من الفولاذ. يُدمج إطار الألومنيوم عادة مع الزجاج، والتي تعطي لمبنى شكلا معماريا مقبولا، فضلا عن الفوائد الأخرى مثل ضوء النهار. ومع ذلك، فإن هناك عدة صعوبات تحصل عندما يتم استخدام الزجاج بشكل واسع في هذه الجدران، وبالأخص الإرتياح الحراري والراحة البصرية. هناك عناصر أخرى تستخدم غير الألمنيوم، منها القشور الحجرية، الكوَّات، الألواح معدنية، والنوافذ القابلة للفتح. كما أن هناك العديد من الأنظمة المتاحة في هذا العنصر وذلك علي حسب طبيعة المبنى وشكلة الهندسي وملائمة كل نظام من هذه الأنظمة، مثل Panellised curtain wall وUnitised curtain wall وStick system curtain wall وRainscreen.
تختلف الحوائط الستائرية عن أنظمة التخزين الأمامية بأنها مصممة لتمتد عدة طوابق، وتأخذ بعين الاعتبار متطلبات التصميم مثل: التمدد الحراري والانكماش، الحركة، تحويل المياه، والكفاءة الحرارية للتدفئة فعالة من حيث التكلفة، والتبريد، والإضاءة في المبنى.

## وصلات خارجية
- منشورات جمعية الألومنيوم الأوروبية المخصصة للمباني نسخة محفوظة 7 يونيو 2013 على موقع واي باك مشين.
- بوابة الهئية الأوروبية لكفاءة تكسية الجدران الستائرية نسخة محفوظة 23 سبتمبر 2015 على موقع واي باك مشين.
- EN 13830: معايير الإنتاج في الجدران الستائرية[وصلة مكسورة]
- EN 13119: مصطلحات الجدران الستائرية[وصلة مكسورة]
- اختبارات الجدران الستائرية